# Phragmanthera rufescens
Phragmanthera rufescens là một loài thực vật có hoa trong họ Loranthaceae. Loài này được (DC.) Balle miêu tả khoa học đầu tiên năm 1956.